# Cmentarz żydowski w Rozprzy
Cmentarz żydowski w Rozprzy – został założony w 1677 jako miejsce pochówku ludności żydowskiej z Rozprzy, Piotrkowa Trybunalskiego i okolicznych miejscowości. Do naszych czasów zachowały się jedynie trzy nagrobki, kilka fragmentów obmurowań grobów i ślady dawnego ogrodzenia. Najstarszy z zachowanych nagrobków pochodzi z 1827. Cmentarz ma powierzchnię 0,7 ha. Cmentarz znajduje się w pobliżu cmentarza katolickiego.
Cmentarz uległ daleko posuniętej dewastacji w okresie II wojny światowej oraz w latach późniejszych. Na polecenie Niemców macewy zostały wyrwane z ziemi i wykorzystane do utwardzania podłóg w stajniach i oborach. Z relacji świadków wynika, że po zakończeniu wojny na cmentarzu znajdowała się pewna liczba nagrobków, które stopniowo były wywożone i używane jako wypełnienia fundamentów i materiał na tarcze szlifierskie. W ciągu kolejnych dekad niemal wszystkie naziemne ślady cmentarza uległy zniszczeniu. W jego obrębie można było odnaleźć pojedyncze fragmenty rozbitych nagrobków – w większości betonowe podstawy wyłamanych macew.
Jesienią 2013 miejscowi społecznicy odkopali i ustawili w pionie jedną z macew. W 2014 z inicjatywy Piotra Skrobka – naczelnika Ochotniczej Straży Pożarnej w Rozprzy oraz organizacji Projekt „Matzeva” na cmentarzu przeprowadzono prace porządkowe. Odkopano około 20 nagrobków lub ich fragmentów, płytko zalegających pod warstwą darni.